# Kolovrátek

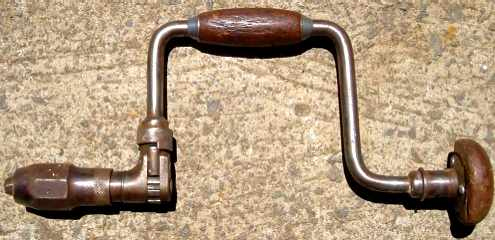
Kolovrátek

Kolovrátek je jednoduchý ruční nástroj určený pro vyvrtávání otvorů menších rozměrů do různých měkkých materiálů. Jde o přímého pokračovatele nebozezu a předchůdce mechanických ručních vrtaček. Jde vlastně o jednoduchou jednou zalomenou klikovou hřídel, opatřenou na dolním konci vrtací hlavou a na druhém konci rukojetí. Zařízení pracuje na jednoduchých fyzikálních principech páky, kroutícího momentu při změně poloměru a klikové hřídele, kdy otáčivým pohybem (o větším poloměru) lidské ruky vzniká požadovaný kroutící moment v hlavě nástroje, ve které je vhodným upínacím mechanismem připevněn vrták (o malém poloměru).
Starší kolovrátky měly jehlanovou upínací dutinu se zajišťovacím šroubkem, do které se upínala stopka kopinatého vrtáku nebo špulíře zakončená jehlanem. Novější kolovrátky mají oboustrannou rohatku, která umožňuje práci v omezeném prostoru např. u stěny, a dvoučelisťové sklíčidlo umožňující upínání plochého šroubováku. Takový kolovrátek je vhodný pro zavrtávání a povolování větších vrutů s průběžnou drážkou. Pro malé vruty je vhodnější svidřík.